# El Molí del Castell
El Molí del Castell és un molí del municipi de Calders (Moianès) que forma part de l'Inventari del Patrimoni Arquitectònic de Catalunya.

## Descripció
Es tracta d'una casa amb dos cossos diferenciats. El més baix havia estat el molí i ha sofert moltes reformes. Consta de tres plantes i és força malmès. Als baixos s'hi accedeix per un portal rectangular adovellat i s'hi trobaven les moles. A l'altura del primer pis hi ha l'habitatge, a la part exterior hi havia la bassa que posava en funcionament el molí. Aquesta bassa, avui està mutilada i coberta de vegetació a la part que en resta. El pis superior eren golfes. L'estructura està reforçada per un contrafort al cantó de la bassa. Queden restes del rec, la bassa, el canal de sortida d'aigua i una mola.

## Història
Aquest molí s'anomena del Castell per la proximitat del castell de Calders. Ja al segle xii es troba citat un molí que depenia d'aquest castell, la ubicació del qual coincidiria amb la de l'actual. De sempre ha estat un molí fariner fins a mitjans del segle xx. L'estructura actual no recorda cap construcció medieval.